# Полоцьке (Челябінська область)
Полоцьке (рос. Полоцкое) — село у Кизильському районі Челябінської області Російської Федерації.
Входить до складу муніципального утворення Полоцьке сільське поселення. Населення становить 1194 особи (2010).

## Історія
Від 4 листопада 1926 року належить до Кизильського району Челябінської області.
Згідно із законом від 17 вересня 2004 року органом місцевого самоврядування є Полоцьке сільське поселення.

## Населення
| 2002 | 2010  |
| ---- | ----- |
| 1460 | ↘1194 |